# فوریو اسکارپلی
فوریو اسکارپلی (ایتالیایی: Furio Scarpelli؛ ‏ ۱۶ دسامبر ۱۹۱۹ – ۲۸ آوریل ۲۰۱۰) یک فیلم‌نامه‌نویس، و خبرنگار اهل ایتالیا بود.
از فیلم‌ها یا سریال‌هایی که وی در آن نقش داشته‌است، می‌توان به چه شریرند مردان!، در گرداب گناه و شب بخیر، آقایان و خانم‌ها اشاره کرد.
در طول جنگ جهانی دوم، او به همراه فدریکو فلینی و اتوره اسکولا به عنوان تصویرگر برای مجلات طنز شروع به کار کرد و با آجنوره اینکروچی آشنا شد.
فوریو در رم، ایتالیا به دنیا آمد و در همانجا نیز درگذشت.